# Graham-Paige

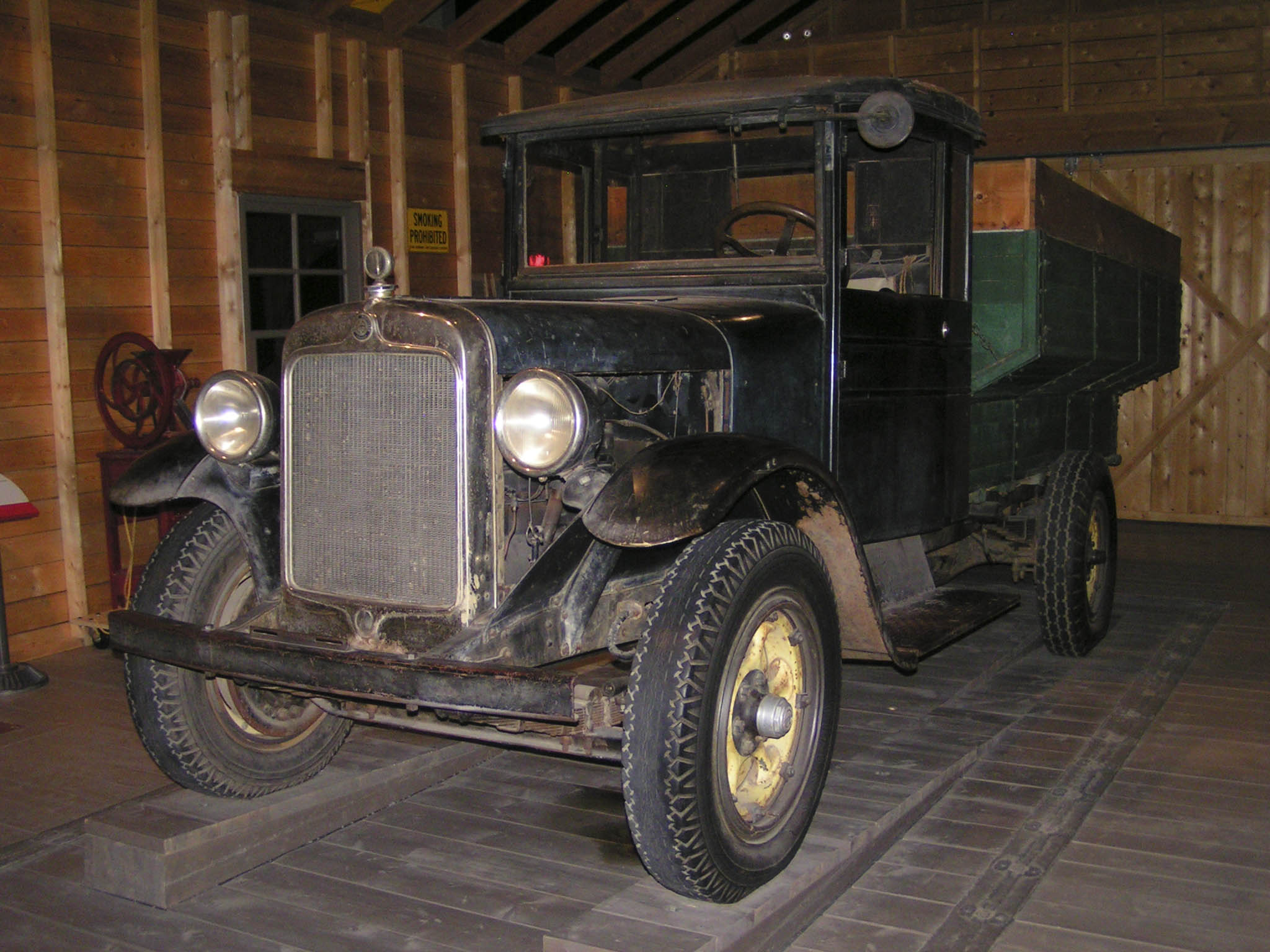
Graham Brother vrachtwagen (1928)

Graham-Paige was een Amerikaans automerk. Het werd opgericht in 1927 door de broers Joseph en Robert Graham, samen met de Canadees Ray Austin. In 1962 stopte het merk met de productie van voertuigen en, door simpelweg het woord "Motors" uit de bedrijfsnaam te halen, gingen de broers voort in het verhandelen van onroerend goed.

## Geschiedenis
De Graham broers begonnen in 1919 ombouwsets te maken om Ford Model T's aan te passen tot kleine vrachtwagens. Al snel daarna gingen ze zelf vrachtwagens maken met motoren van verschillende fabrikanten. Dodge motoren werden veel gebruikt en de vrachtwagens werden ook verkocht door Dodge dealers. In 1925 nam Dodge het bedrijf over en in 1928 verdween de merknaam Graham Brothers.
In 1927 kochten ze met de verwachte opbrengst van het vrachtwagenbedrijf de Paige-Detroit Motor Company. Ze brachten in kort tijd diverse modellen van Graham-Paige op de markt met zes- en achtcilinder motoren. Het bedrijf maakte zelf bijna alle carrosserieën en motoren. De nieuwe 1938 Graham kreeg een goede ontvangst in de pers, maar het publiek kocht de wagen niet en het bedrijf raakte in financiële problemen. Ze stopte met het maken van personenwagens in september 1940, maar al snel werd overgeschakeld op de productie van militair materieel omdat de Tweede Wereldoorlog was uitgebroken.
Het bedrijf hervatte de autoproductie in 1946 met een nieuwe auto, de 1947 Frazer, vernoemd naar nieuwe Graham-Paige president Joseph Frazer. Dit voertuig werd in samenwerking met Henry J. Kaiser geproduceerd. Op 5 februari 1947 stemden de aandeelhouders van Graham-Paige in met de overname van het bedrijf door Kaiser-Frazer, het autobedrijf opgericht door Frazer en Kaiser. De broers kregen nog een klein belang in het nieuwe bedrijf voor hun aandelen in Graham-Paige. In 1962 stopte het merk definitief met het maken van personenwagens en gingen de broers verder in het onroerend goed.

## Modellen
Onvolledige lijst
- Graham-Paige Custom 8
- Graham-Paige Model 57 Blue Streak 8
- Graham-Paige Model 68 Standard Six
- Graham-Paige Model 97 Supercharged
- Graham-Paige Model 610
- Graham-Paige Model 621
- Graham-Paige Model 835
- Graham-Paige Model 837
- Graham-Paige Series 116
- Graham-Paige Supercharged

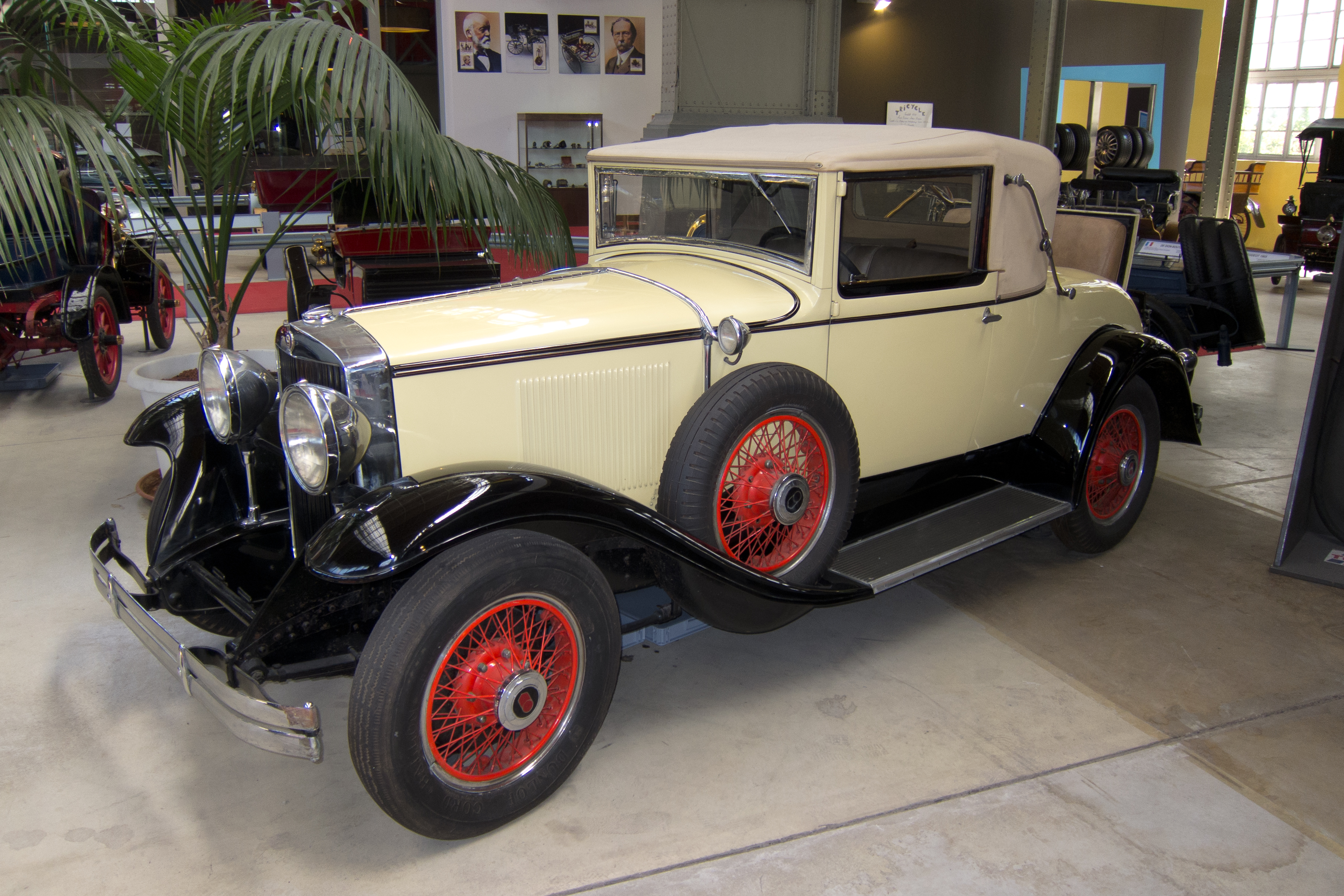
Graham-Paige Model 621 (1929)
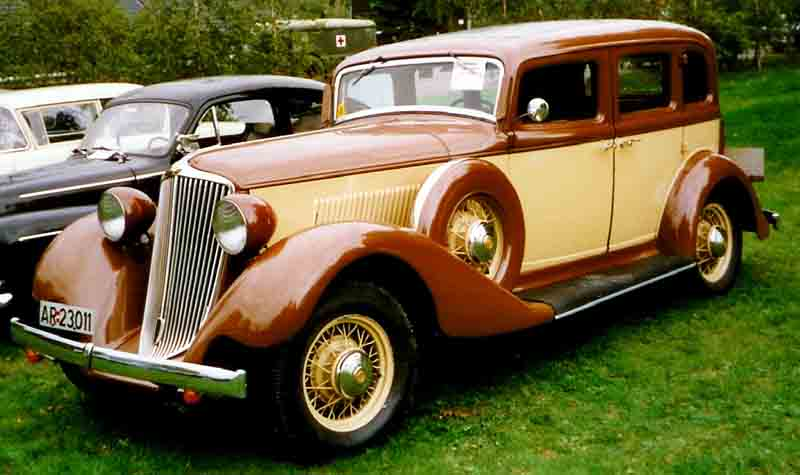
Graham-Paige Streak (1932)
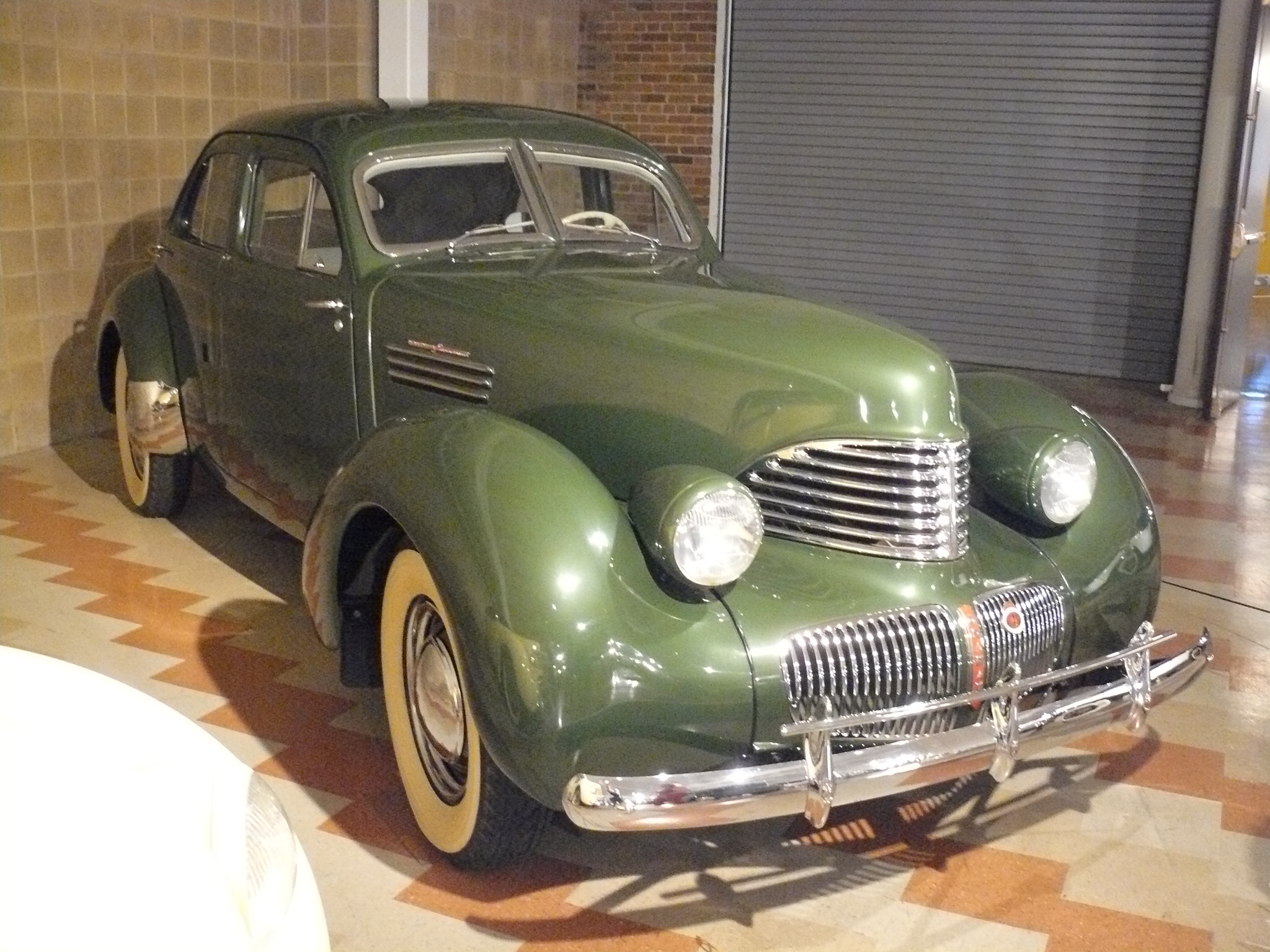
Graham Hollywood (1941)
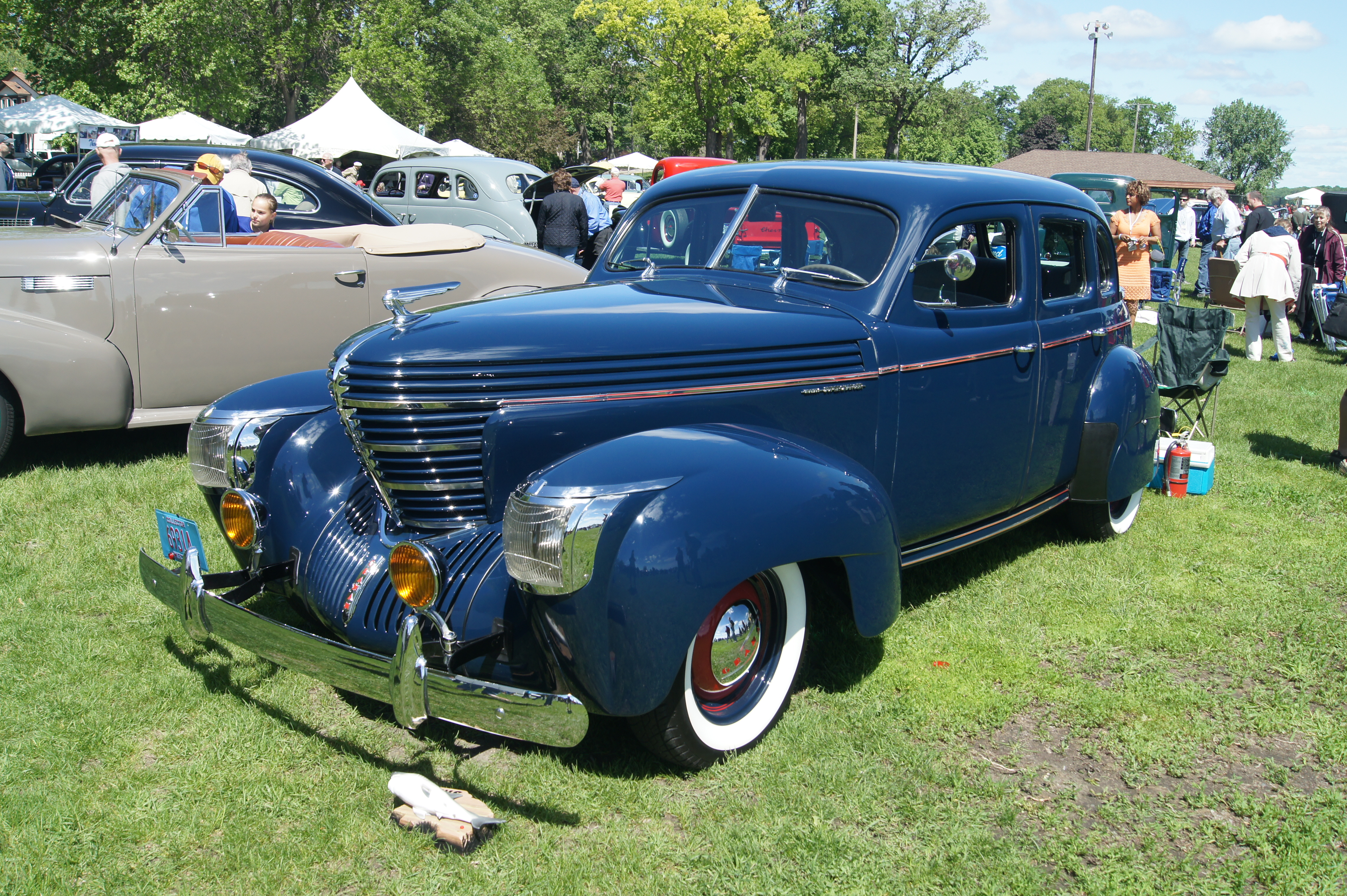
39 Graham Sedan (bijnaam Sharknose)